# Talatona
Talatona ist ein Kreis (Município) im Großraum Luanda in Angola mit etwa 100.000 Einwohnern.

## Verwaltung
Mit Stand 2024 besteht der Kreis Talatona aus den Gemeinden Talatona und Benfica.
Der bei der Neugliederung 2016 geschaffene Kreis Talatona bestand aus der Gemeinde Mussulo und den Stadtdistrikten:

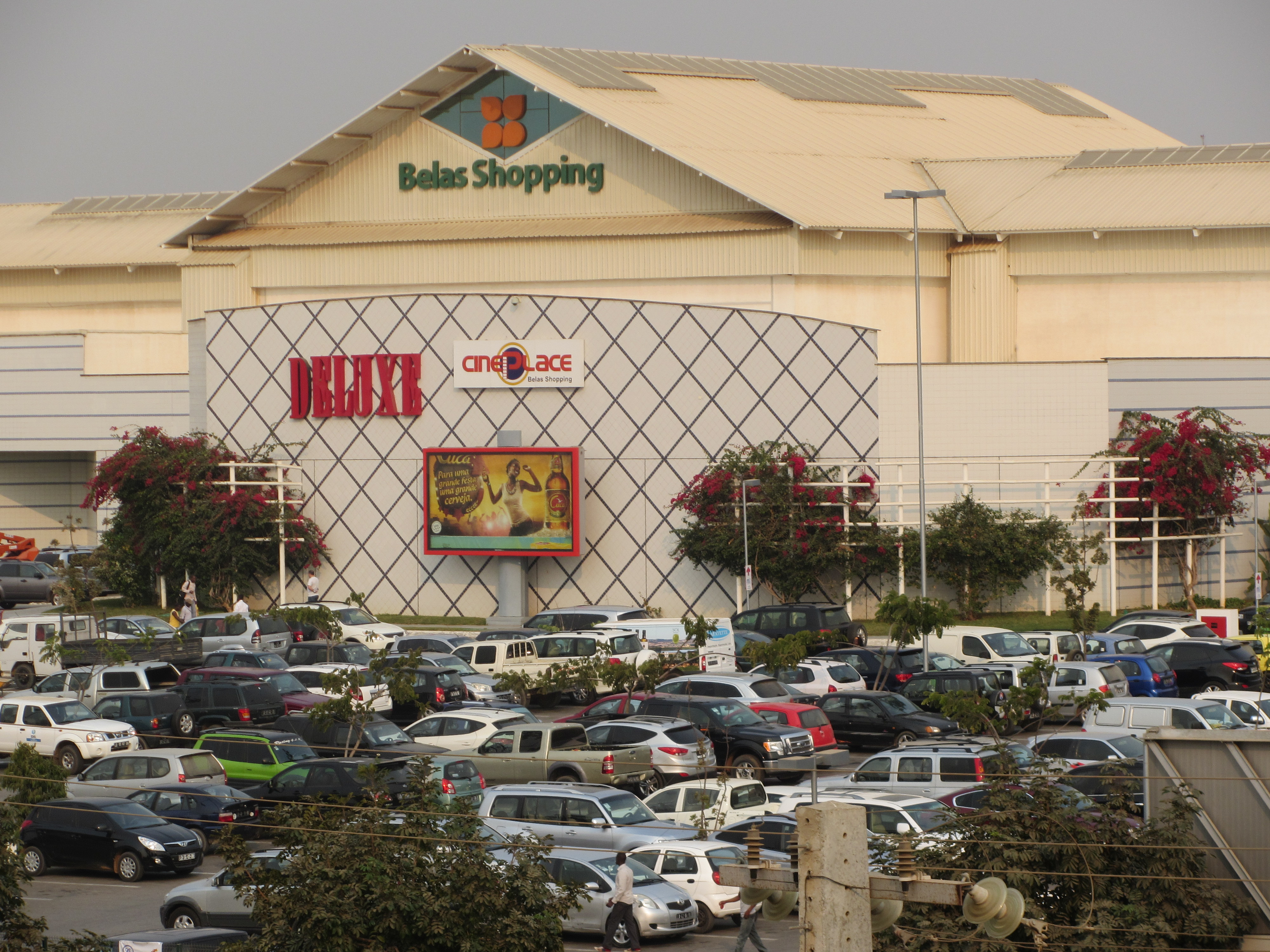
Belas Shopping Mall

- Benfica
- Camama
- Cidade Universitária
- Futungo de Belas
- Lar do Patriota
- Talatona

## Wirtschaft
In Talatona befinden sich mehrere große Einkaufszentren wie Belas Shopping mit dem größten Kino Angolas, Talatona Shopping Center und Hipermercado Kero, das Kongresszentrum Centro de Convenções de Talatona, mehrere private Gesundheitszentren sowie einige Banken und Luxushotels.

## Bildung
Talatona verfügt über drei Privathochschulen, die Universidade Privada de Angola, die Universidade Óscar Ribas (UOR) und das Instituto Superior de Ciências Sociais e Relações Internacionais CIS. Es haben sich außerdem einige Privatschulen angesiedelt wie das Colégio Angolano do Talatona – das von der Präsidentenfamilie eröffnete teuerste Colégio von Angola, das Colégio São Francisco de Assis (SFA), die Luanda International School oder die Hotelfachschule Escola de Hotelaria e Restauração de Talatona.